# Wanda Ferragamo
Wanda Miletti Ferragamo meglio nota come Wanda Ferragamo (Bonito, 23 dicembre 1921 – Fiesole, 19 ottobre 2018) è stata un'imprenditrice italiana.

## Biografia
Figlia di Fulvio Miletti, podestà e medico condotto, nell'estate 1940 all'età di 18 anni incontra e sposa Salvatore Ferragamo, nella chiesa di Santa Lucia a Napoli. Dopo il matrimonio si trasferiscono a Firenze e dalla loro relazione nasceranno sei figli: Fiamma, Ferruccio, Giovanna, Fulvia, Leonardo, Massimo.
Dopo la morte del marito Salvatore Ferragamo nel 1960, all'età di 39 anni, assume la direzione della casa di moda e grazie alla sua guida porta l'azienda a trasformarsi da calzaturiera a azienda prêt-à-porter e total look facendone un marchio globale del lusso.

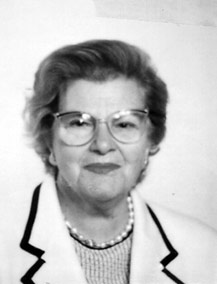
Wanda Ferragamo nel 1987

Il 19 ottobre del 2018 dopo 57 anni di attività e supervisione nel brand del defunto marito Salvatore, Wanda Ferragamo viene a mancare.
Durante la cerimonia pubblica in occasione del suo funerale fu letta dal figlio Ferruccio la seguente lettera redatta nel 16 marzo 2003:
(Wanda Ferragamo)
In occasione del centenario dalla nascita (2021) l'agenzia ANSA le ha dedicato una pagina web commemorativa, comunicando l'annuncio di un libro biografico di prossima uscita e la programmazione di una mostra che verrà inaugurata il 19 maggio 2022 dal titolo «Donne in equilibrio» con il patrocinio del Comitato per gli Anniversari di interesse nazionale della Struttura di Missione sotto la Presidenza Consiglio dei Ministri.

## Onorificenze, premi e riconoscimenti
Premio Qualità Italia per i risultati commerciali della sua azienda 1997 dal Presidente della Repubblica Italiana
 Premio intitolato a Sir Harold Acton per l'amicizia Italia-Usa 1999
- 2002 nominata Patron del British Institute of Florence
- 2003 titolo di Entrepreneurial Champion a New York

 Fashion Group International's Legend Award - nomination 2011
 Premio Pico della Mirandola per la lungimiranza, il coraggio e la tenacia 2013